# كمين اللطيفية
كمين اللطيفية هو هجوم بأسلحة نارية وقنابل يدوية وقع في 29 تشرين الثاني/نوفمبر 2003، نفذته المقاومة العراقية ضد موكب يضم عناصر من المخابرات الوطنية الإسبانية بالقرب من بلدة اللطيفية، البُعد 30 كيلومتراً بينها وبين جنوب محافظة بغداد، وأسفر عن مقتل سبعة جواسيس إسبانيين عملاء بالمخابرات الإسبانية، وثامنهم قُتل قبلهم بشهرين، أعمارهم بين 36 و49، وإصابة آخر بجروح خطيرة. ويُعد هذا الهجوم الأكثر دموية ضد الوجود الإسباني خلال حرب العراق.

## الخلفية

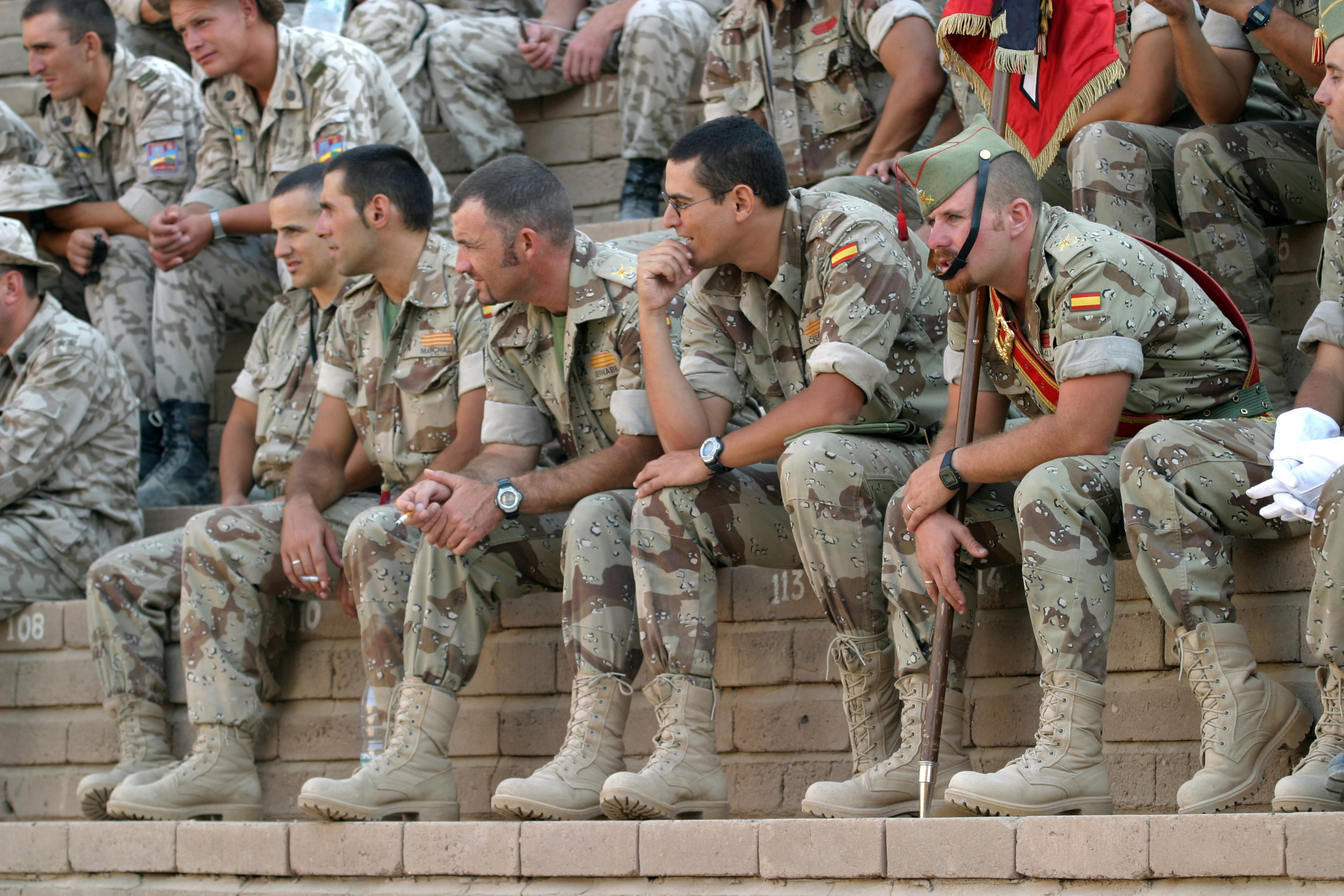
عناصر من الفيلق الإسباني خلال مراسم للتحالف في أيلول/سبتمبر 2003 في معسكر بابل، العراق.

حدود ناحية اللطيفية أقصى جنوب محافظة بغداد

بعد انتهاء غزو العراق بقيادة الولايات المتحدة في أيار/مايو 2003، أصدرَ مجلس الأمن التابع للأمم المتحدة قراره المرقم 1483، الذي منح أميركا وبريطانيا صفة "قوات احتلال" وسمح لدول أخرى بالمساهمة في استقرار وأمن العراق من خلال قوات تحت مظلة سلطة الائتلاف المؤقتة. وافقت حكومة إسبانيا، برئاسة خوسيه ماريا أثنار، على المشاركة في تموز/يوليو من نفس العام، وأرسلت قوة قوامها 1300 جندي ضمن القوة متعددة الجنسيات في العراق، ضمن اللواء متعدد الجنسيات بلاس ألترا، بمشاركة عدة دول من أمريكا الوسطى تأييداً لعملية الحرية الدائمة التي قادتها الولايات المتحدة.
تمركزت القوات الإسبانية في قاعدتين: قاعدة إسبانيا في الديوانية وقاعدة الأندلس في النجف، ما استدعى وجود فريقين استخباريين لدعم القوات. وكان فرع المخابرات في بغداد قد حافظ على علاقات جيدة مع المخابرات العراقية البعثية بقيادة صدام حسين، وكان يديره منذ 2000 القائد البرّي ألبرتو مارتينيث غونثالث، بمعية مساعده خوسيه أنطونيو برنال غوميث.
أصدر بول بريمر، مسؤول سلطة الائتلاف المؤقتة، في 23 أيار/مايو قرارًا بحل الجيش والشرطة والمخابرات العراقية، ما دفع مئات الآلاف من العسكريين السابقين إلى الانضمام إلى التمرد. ووقعت بعد ذلك عدة هجمات، منها تفجير فندق القناة الذي أسفر عن مقتل 22، بينهم مبعوث الأمم المتحدة سيرجيو فييرا دي ميلو، ومقتل ضابط بحري إسباني.
في 9 تشرين الأول/أكتوبر، قُتل نائب مدير الاستخبارات الإسبانية خوسيه أنطونيو برنال في بغداد، واعتُبر الحادث انتقامًا من عناصر "المخابرات البعثية".

مقر القوات الإسبانية بجنوب الديوانية سنة 2003

## الكمين
في تشرين الثاني/نوفمبر 2003، وبعد مقتل برنال، كان في كل قاعدة إسبانية فريق استخباراتي من شخصين. وكان من المقرر تبديلهم في كانون الثاني/يناير 2004، لكن تقرر أن يقوم الفريق البديل بزيارة استطلاعية للتعرف على الوضع. هؤلاء هم عناصر المخابرات الإسبانية آنذاك:
قالب:عمودان
الفريق المغادر:
- كارلوس بارو أوييرو (مدريد، 1967) – قائد مشاة
- ألبرتو مارتينيث غونثالث (برابيا، 1958) – قائد فرسان
- ألفونسو فيغا كالفو (شتوتغارت، ألمانيا، 1962) – رقيب أول مشاة
- لويس إغناسيو ثانون تاراثونا (كوات دي بوبليت، 1976) – رقيب أول في سلاح الإشارة الجوي

قالب:عمود جديد
الفريق البديل:
- خوسيه لوكاس إيخيا (مدريد، 1959) – رقيب أول فرسان
- خوسيه رامون ميرينو أوليبيرا (مدريد، 1954) – قائد مشاة
- خوسيه كارلوس رودريغيث بيريث (سان مارتين ديل بيدروسو، 1962) – قائد مشاة
- خوسيه مانويل سانتشيث رييرا – صف ضابط، الناجي الوحيد

قالب:نهاية الأعمدة
في صباح 29 تشرين الثاني/نوفمبر، زار الفريقان مؤسسات وطنية ودولية في بغداد، وانطلقوا جنوبًا عند الساعة 14:30. استقلوا سيارتين مدنيتين: نيسان باترول بيضاء وشيفروليه تاهو زرقاء. لم يكونوا يرتدون سترات واقية، ولم تكن السيارات مصفحة، لتقليل لفت الأنظار.
بسبب إغلاق الطريق السريع، استخدموا "طريق جاكسون"، حيث تعرضوا للهجوم في الساعة 15:22 بعد مرورهم المحمودية. طاردت سيارة كاديلاك بيضاء الشيفروليه، وأطلقت نيرانها، فأسفرت عن مقتل السائق فيغا، وإصابة رودريغيث بيريث. توقفت السيارة في الوحل، وأعاد ميرانيو السيطرة على النيسان، بينما كان زانون يرد بإطلاق النار فرّ المهاجمون حينها، لكن الكمين لم ينتهِ. انطلق رتل سيارات أخرى من المقاومين/المتمردين باتجاه النيسان، وأمطرتها بوابل من الرصاص وقذائف الـRPG، ما أدى إلى مقتل جميع من فيها باستثناء جندي واحد، وهو خوسيه مانويل سانتشيث رييرا، الذي تمكن من الخروج من السيارة والاحتماء خلف أحد الحواجز.
على الرغم من إصابته بجروح خطيرة، تمكن سانتشيث من الزحف إلى قناة مائية وظل مختبئًا فيها لأكثر من ساعة. لاحقًا، تمكن من الاتصال بقيادة العمليات عبر جهاز اتصال كان لا يزال يعمل، وقد تم إرسال طائرة استطلاع ومروحية هجومية من نوع أباتشي إلى الموقع. عند الساعة 17:00، وصلت قوة استجابة مشتركة من القوات الإسبانية والأميركية، ووجدت جثث القتلى الستة قرب مركبتيهم، بينما تم إنقاذ سانتشيث ونُقل إلى المستشفى لتلقي العلاج.
بحسب التحقيقات اللاحقة، كان الهجوم مخططًا بدقة، واستُخدمت فيه معلومات استخبارية ربما حصل عليها المهاجمون من عناصر محلية. وأظهرت صور الأقمار الصناعية أن الطريق المستخدم كان ضمن الطرق المعروفة بكونها خطرة، وتعرف باسم مثلث الموت، لكثرة الهجمات التي وقعت فيه بين عامي 2003 و2005.

## الضحايا
في ما يلي قائمة بعناصر المركز الوطني للاستخبارات الإسبانية الذين قُتلوا في الهجوم:
| الاسم                       | الرتبة                         | الدائرة                          | دخول العراق | الوفاة               |
| كارلوس بارو أوييرو          | قائد مشاة                      | مركز المخابرات الوطنية الاسبانية |             | 29 تشرين الثاني 2003 |
| ألبرتو مارتينيث غونثالث     | قائد فرسان                     | مركز المخابرات الوطنية الاسبانية | 2000        | 29 تشرين الثاني 2003 |
| ألفونسو فيغا كالفو          | رقيب أول مشاة                  | مركز المخابرات الوطنية الاسبانية | 2000        | 29 تشرين الثاني 2003 |
| لويس إغناسيو ثانون تاراثونا | رقيب أول في سلاح الإشارة الجوي | مركز المخابرات الوطنية الاسبانية |             | 29 تشرين الثاني 2003 |
| خوسيه لوكاس إيخيا           | رقيب أول فرسان                 | مركز المخابرات الوطنية الاسبانية |             | 29 تشرين الثاني 2003 |
| خوسيه رامون ميرينو أوليبيرا | قائد مشاة                      | مركز المخابرات الوطنية الاسبانية |             | 29 تشرين الثاني 2003 |
| خوسيه كارلوس رودريغيث بيريث | قائدة مشاة                     | مركز المخابرات الوطنية الاسبانية |             | 29 تشرين الثاني 2003 |
| خوسي أنطونيو برنال          | عميل مخابرات                   | ملحق بالسفارة الإسبانية          | أيلول 2001  | 9 تشرين الأول 2003   |

قالب:قائمة موتى عسكرية

## بعد الهجوم
أثار الهجوم موجة من الصدمة في إسبانيا، حيث اعتُبر من أكبر الخسائر البشرية في تاريخ جهاز الاستخبارات الحديث. تم نقل جثامين الضحايا بطائرة عسكرية إلى مدريد، وأُقيمت لهم جنازة رسمية في قاعدة توريخون الجوية بحضور الملك خوان كارلوس الأول ورئيس الحكومة أثنار. كما منح الملك الضحايا وسام الاستحقاق العسكري من الدرجة الأولى.
لاحقًا، وُجهت أصابع الاتهام إلى خلايا مرتبطة بـالقاعدة في بلاد الرافدين، إلا أن بعض التحليلات تشير إلى احتمال تورط فصائل بعثية ذات خبرة عسكرية. وبقي الكمين رمزًا للفشل الاستخباراتي في تلك المرحلة من الحرب، وأدى إلى مراجعة كاملة لأساليب الانتشار والعمل الميداني للمخابرات الإسبانية في مناطق النزاع.
وارتاب موقعُ شبكة أتلايار الاسبانية في صواب قيام وزارة الدفاع "القيام باعتراف علني ورسمي بالجواسيس الثمانية، وبافتخار بمقتل هؤلاء وهم بحوزتهم عدد قليل من الاسلحة الفردية، وبلا حماية كافية، حيث دفعوا ارواحهم من اجل عاصفة العراق في العام 2003".